# メアリー・オブ・グレートブリテン
メアリー・オブ・グレートブリテン（Mary of Great Britain, 1723年3月5日 - 1772年1月14日）は、イギリス国王ジョージ2世の娘、ヘッセン＝カッセル方伯フリードリヒ2世の最初の妃。ドイツ語名マリア・フォン・ハノーファー（Maria von Hannover）。

## 生涯
イギリス王太子ジョージ（後のジョージ2世）と妃キャロラインの娘として、1723年3月5日（グレゴリオ暦）にロンドンのレスター・ハウスで誕生した。
1740年5月8日に代理人を立てて、ヘッセン＝カッセル方伯世子フリードリヒと結婚、おそらく6月末にカッセルで改めて本人による結婚式を挙げた。同年10月の舞踏会でメアリーを見かけた作家ヤーコプ・フリードリヒ・フォン・ビールフェルトはメアリーを「背が高く、画家のモデルに適する程度のいい見た目」と形容した。ホレス・ウォルポールはフリードリヒを「粗野な畜生」と形容し、1746年末にはメアリーがカッセルで受けた虐待から回復するためにイギリスで休養した。
1749年に夫が死後にカトリックの愛人と再会できると考え、秘密裏にカトリックに改宗した。1754年に改宗が明らかになると、メアリーはそれを口実に1755年2月に別居した。ジョージ2世はメアリーに帰国を促したが、メアリーは下の息子とともにいたいと考え、義父ヴィルヘルム8世の支援を受けて息子たちとともにハーナウに住んだ。七年戦争の勃発により、1757年にフランスがヘッセン＝カッセル方伯領に侵攻すると、メアリーは義父とともにハンブルクに逃亡したが、一時窮乏した状況に陥ったため、イギリスでは首相大ピットが議会の開会を待たずに援助金として2万ポンド送金した。メアリーは翌年には終身の年金5,000ポンドを与えられた。
1760年2月1日にヴィルヘルム8世が死去すると、夫が方伯位を継ぎ、メアリーも方伯妃になった。夫は長男ヴィルヘルムをハーナウ伯とし、カールが成人する1764年10月13日までメアリーを摂政とすることを定めた。摂政となったメアリーは貨幣の製造権を持つようになり、君主のように自身の名前、称号、半身像、ヘッセン＝カッセルとグレートブリテンの紋章が刻まれた硬貨を発行した。
息子が統治するようになった後もハーナウに住み、イギリス王家との文通を続けた。1769年には兄の息子にあたるグロスター＝エディンバラ公ウィリアム・ヘンリーが大陸ヨーロッパ旅行の一環としてハーナウでメアリーのもとを訪れた。
1772年1月14日にハーナウで死去、2月1日に同地のプロテスタント教会（現聖マリア教会）に埋葬された。メアリー死去の報せは1月25日にロンドンにもたらされ、悲しみをもって受け入れられた。1月27日のパンテオン営業開始に欠席する人物が出るほどだった。遺産は下の息子カール、フリードリヒが相続し、上の息子ヴィルヘルムは1785年に方伯位を継いだ。カールもフリードリヒも軍人になったほか、多くの子孫の残し、中にはエドワード7世王妃アレクサンドラ、ジョージ5世王妃メアリーのようにイギリス王家に嫁ぐ人物も含まれた。

## 子女

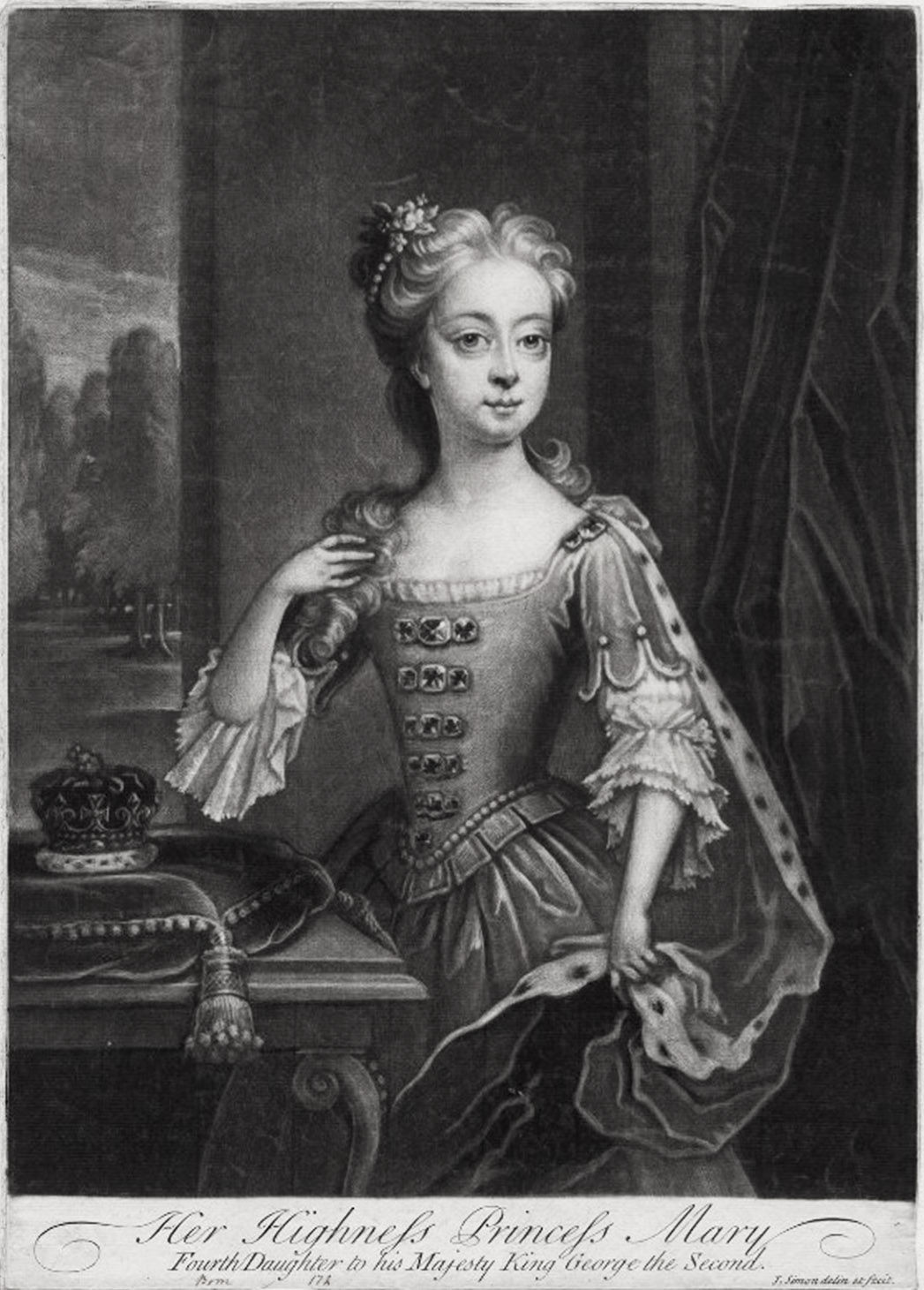
ヘッセン方伯妃マリア

メアリーは夫との間で4男をもうけ、うち長男が夭折した。
- ヴィルヘルム（1741年 - 1742年）
- ヴィルヘルム1世（1743年 - 1821年） - 従妹にあたるデンマーク王女ヴィルヘルミーネ・カロリーネ（フレゼリク5世と王妃ルイーゼの次女）と結婚。
- カール（1744年 - 1836年） - 従妹にあたるデンマーク王女ルイーセ（フレゼリク5世と王妃ルイーゼの3女）と結婚。
- フリードリヒ（1747年 - 1837年） - ナッサウ＝ウジンゲン公女カロリーネと結婚。